# خالد يحيى بلانكنشيب
خالد يحيى بلانكنشيب (بالإنجليزية: Khalid Yahya Blankinship)‏‏ (مواليد 1949 في سياتل واشنطن)، مؤرخ أمريكي متخصص في الدراسات الإسلامية والشرق أوسطية، اعتنق الإسلام عام 1973م. عاش في الشرق الأوسط وسافر وتنقل فيه على نطاق واسع، وقد أقام وقتاً في كل من مصر ومكة، بالمملكة العربية السعودية.

## دراسته
تخرج بلانكنشيب عام 1973م في جامعة واشنطن بقسم «التاريخ»، ثم اعتنق الإسلام في نفس العام بينما كان لا يزال مقيماً في سياتل.
- حصل بلانكنشيب عام 1975 على درجة الماجستير في تدريس اللغة الإنجليزية كلغة أجنبية من الجامعة الأمريكية بالقاهرة.
- في عام 1983 حصل على درجة الماجستير الثانية في التاريخ الإسلامي من جامعة القاهرة.
- في عام 1988م حصل على الدكتوراه في التاريخ من جامعة واشنطن.[1]

## عمله
عمل خالد يحيى بلانكنشيب مستشارًا لبرنامج وثائقي لمحطة "بي بي إس" (PBS) الإذاعية عنوانه: «محمد: تراث نبيّ» عام 2002م، والذي أنتجته «مؤسسة الوحدة للإنتاج» (بالإنجليزية: Unity Productions Foundation)‏.  
وهو حاليا عضو هيئة تدريس دائم بدرجة أستاذ مشارك في «الدين» بجامعة تمبل بمدينة فيلادلفيا في الولايات المتحدة.

## قائمة المراجع
- نهاية دولة الجهاد: عهد هشام بن عبد الملك وانهيار الأمويين . مطبعة جامعة ولاية نيويورك، 1994. (ردمك 0-7914-1828-6) ISBN   0-7914-1828-6